# Tàngara de galons blancs
La tàngara de galons blancs (Tachyphonus rufus) és un ocell de la família dels tràupids (Thraupidae).

## Hàbitat i distribució
Habita la selva pluvial, vegetació secundària, matolls, bosc decidu, matolls, bosc obert i sabana de les terres baixes a Costa Rica, vessant del Carib de Panamà i Vessant del Pacífic, cap a l'oest fins l'oest de Panamà, oest i sud-est de Colòmbia, Veneçuela, incloent l’illa Margarita, Trinitat, Tobago, i Guaiana, cap al sud, per l'oest dels Andes, fins al nord-oest de l'Equador i, a través de l'est de l'Equador, est del Perú, est de Bolívia i centre i est del Brasil fins Paraguai i nord-est de l'Argentina.